# St. Erhard (Oesfeld)

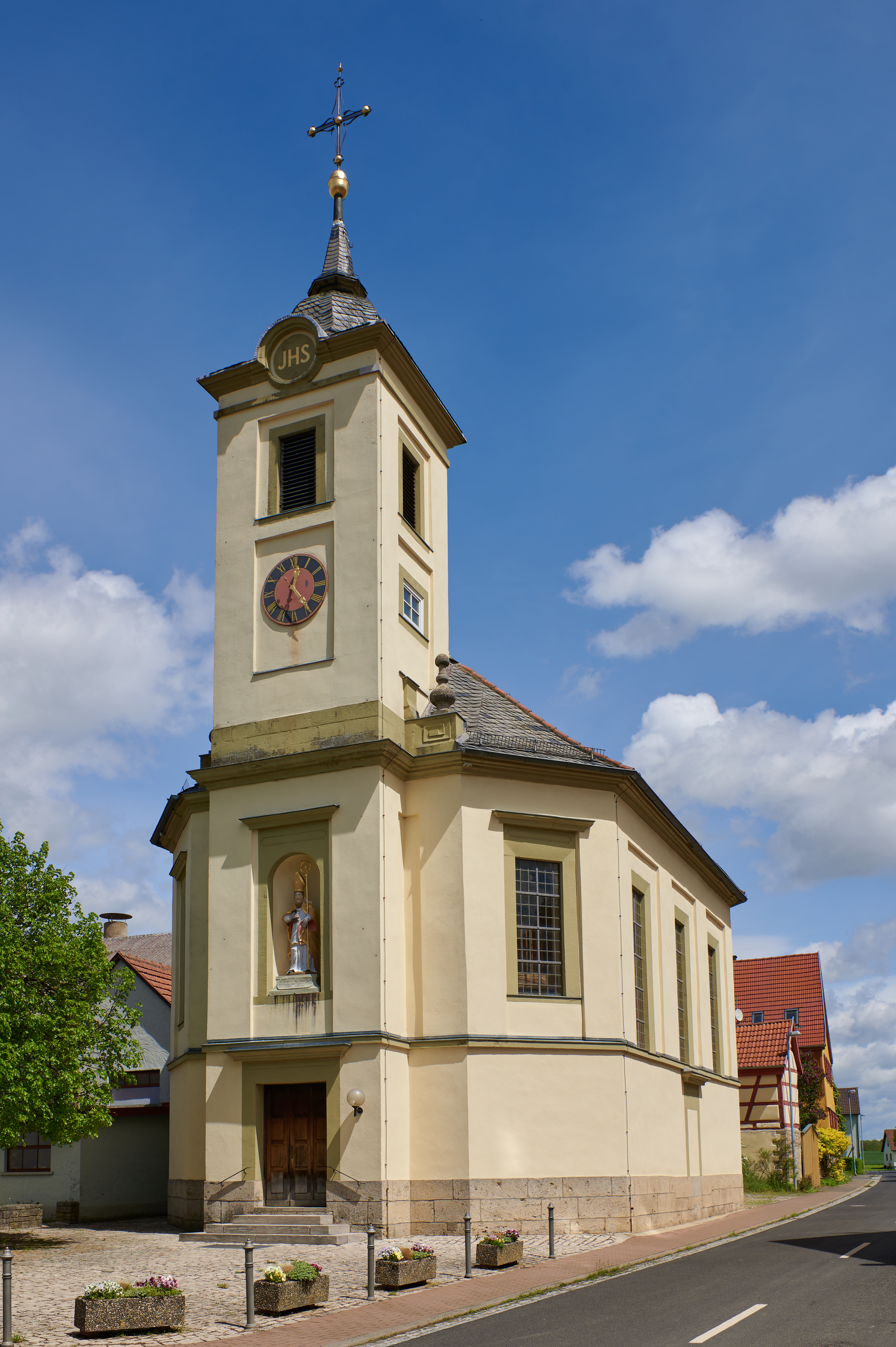
St. Erhard (Oesfeld)

Die römisch-katholische, denkmalgeschützte Pfarrkirche St. Erhard steht in Oesfeld, einem Gemeindeteil des Marktes Bütthard im Landkreis Würzburg (Unterfranken, Bayern).  Das Bauwerk ist unter der Denkmalnummer D-6-79-122-75 als Baudenkmal in der Bayerischen Denkmalliste eingetragen. Die Pfarrei gehört zur Pfarreiengemeinschaft Giebelstadt-Bütthard im Dekanat Ochsenfurt des Bistums Würzburg.

## Beschreibung
Die traufständige, klassizistische Saalkirche wurde 1811 erbaut. Sie besteht aus einem rechteckigen Langhaus mit abgeschrägten Ecken, einem eingezogenen, dreiseitig geschlossenen Chor im Osten und dem in das Langhaus weit eingestellten Fassadenturm im Westen. In einer Nische über dem Portal im Fassadenturm steht die Statue des heiligen Erhard. Das Geschoss oberhalb der Dachtraufe beherbergt die Turmuhr, darüber befindet sich der Glockenstuhl.